# Namesake – Zwei Welten, eine Reise
Namesake – Zwei Welten, eine Reise ist ein amerikanisch-indisches Filmdrama der Regisseurin Mira Nair aus dem Jahr 2006. Es thematisiert die Frage der kulturellen Identität von Kindern indischer Einwanderer in den Vereinigten Staaten („Second Generation Immigrants“). Der Film beruht auf dem Roman The Namesake (deutsch Der Namensvetter) der Pulitzerpreisträgerin Jhumpa Lahiri.

## Handlung
Der Film setzt ein mit einem Zugunglück in den frühen Siebzigerjahren, das der junge Bengale Ashoke knapp überlebt. Er wird gerettet, weil er sich den Rettungskräften bemerkbar machen kann, indem er mit den Seiten eines Buches raschelt – mit Der Mantel von Nikolai Wassiljewitsch Gogol.
Die Haupthandlung beginnt wenige Jahre darauf und streckt sich über etwa dreißig Jahre. Ashoke, der inzwischen in Amerika studiert, kommt nach Kalkutta, um, von den Eltern arrangiert, die junge Ashima zu heiraten. Er nimmt sie mit nach New York und stürzt sie damit in ein entwurzeltes und einsames Leben als Hausfrau. Erst nach und nach werden die beiden auch ein Liebespaar. Sie bekommen zwei Kinder: Gogol, der seinen Namen Ashokes traumatischem Erlebnis verdankt, und Sonia. Die beiden Kinder wachsen zwar als Amerikaner auf, bleiben aber als Kinder indischer Immigranten immer zwischen beiden Kulturen gefangen.
Als Gogol als Jugendlicher mehr über seinen „paranoiden, selbstmordgefährdeten, depressiven“ Namensvetter erfährt, legt er seinen Namen ab und nennt sich fortan „Nikhil“ – der Name kann in Amerika problemlos auf „Nick“ verkürzt werden. Ein mehrmonatiger Aufenthalt der Familie in Kalkutta zeigt, dass die Eltern Ashoke und Ashima dort wieder zuhause in ihrer Heimat sind, während die Kinder Gogol/Nikhil und Sonia sich wie Touristen fühlen und die Stadt als Fremde erleben.
Nach seinem Architekturstudium lebt Gogol mit der typischen Upper-Class-Amerikanerin Maxine zusammen. Seinen Eltern gegenüber verheimlicht er die Beziehung so lange wie möglich, da er darin selbst einen Verrat an den bengalischen Wertevorstellungen sieht. Doch als Ashoke völlig unerwartet stirbt, stürzt sich Gogol in beinahe übertriebener Weise in die traditionellen Bestattungsriten und bekennt sich zu seinen indischen Wurzeln. An diesem Identitätswechsel zerbricht seine Beziehung zu Maxine.
Kurze Zeit später trifft sich Gogol, auf Anregung seiner Mutter, mit Moushumi, die wie Gogol ein Kind bengalischer Eltern ist und in New York lebt. Sie beginnen eine leidenschaftliche Beziehung und heiraten bald; die Ehe geht allerdings bereits nach einem Jahr in die Brüche. Gogol erlebt die Trennung als eine Befreiung von den Zwängen, die ihm seine ständige Identitätssuche auferlegt hat. Die mittlerweile etwa fünfzigjährige Ashima kehrt wieder zurück nach Kalkutta.

## Hintergrund
Der Film entstand in enger Zusammenarbeit mit der Autorin der stark autobiografisch geprägten Romanvorlage, Jhumpa Lahiri, sowie deren Eltern. Alle drei sind in kleinen Nebenrollen zu sehen.

## Deutsche Synchronisation
Die Synchronisation wurde von der All Arts Medien GmbH erstellt. Dialogbuch und -regie führte Joachim Kunzendorf.
| Rollenname   | Schauspieler      | Deutsche Stimme    |
| ------------ | ----------------- | ------------------ |
| Gogol/Nikhil | Kal Penn          | Nico Mamone        |
| Ashima       | Tabu              | Christin Marquitan |
| Ashoke       | Irrfan Khan       | Jaron Löwenberg    |
| Maxine       | Jacinda Barrett   | Luise Helm         |
| Moushumi     | Zuleikha Robinson | Vera Teltz         |

## Rezeption
Namesake – Zwei Welten, eine Reise wurden in den deutschen Feuilletons überwiegend positiv besprochen. Im Deutschlandradio Kultur war zu hören: „Mit feinem Humor und indischstämmigen Darstellern, die auch schon in großen Hollywoodfilmen zu sehen waren, zeigt Mira Nairs Familiendrama eine geglückte Integration.“
Critic.de betont die Einfachheit der Erzählweise und sieht in The Namesake einen „Film, dessen Melancholie und unaufgeregte Erzählweise tief beeindrucken.“
Das Lexikon des internationalen Films sieht den Film kritischer: „Eine eher nüchterne Auseinandersetzung mit Immigration und Assimilation, die zwar Widersprüche aufzeigt, aber etwas zu akademisch argumentiert.“

## Auszeichnungen
- 2007 Gotham Award in der Kategorie „Bester Film“ (Nominierung)[6]
- 2007 Aufnahme in die Liste der Top Ten Independent Films des National Board of Review[7]
- 2007 EDA Award in der Kategorie „Best Seduction“ für Irrfan Khan und Tabu[8]
- 2007 EDA Award in der Kategorie „Best Woman Director“ für Mira Nair (Nominierung)[9]
- 2007 EDA Award in der Kategorie „Cultural Crossover Award“ (Nominierung)[9]
- 2007 AZN Asian Excellence Award in der Kategorie „Outstanding Actor, Film“ für Kal Penn[10]
- 2008 Independent Spirit Award in der Kategorie „Bester Nebendarsteller“ für Irrfan Khan (Nominierung)[11]